# Круплін-Радомщанський
Круплін-Радомщанський (пол. Kruplin Radomszczański) — село в Польщі, у гміні Нова Бжезниця Паєнчанського повіту Лодзинського воєводства.
Населення — 456 осіб (2011).
У 1975-1998 роках село належало до Ченстоховського воєводства.

## Демографія
Демографічна структура станом на 31 березня 2011 року:
|          | Загалом | Допрацездатний вік | Працездатний вік | Постпрацездатний вік |
| -------- | ------- | ------------------ | ---------------- | -------------------- |
| Чоловіки | 233     | 54                 | 145              | 34                   |
| Жінки    | 223     | 39                 | 119              | 65                   |
| Разом    | 456     | 93                 | 264              | 99                   |